# Café Continental (Hannover)

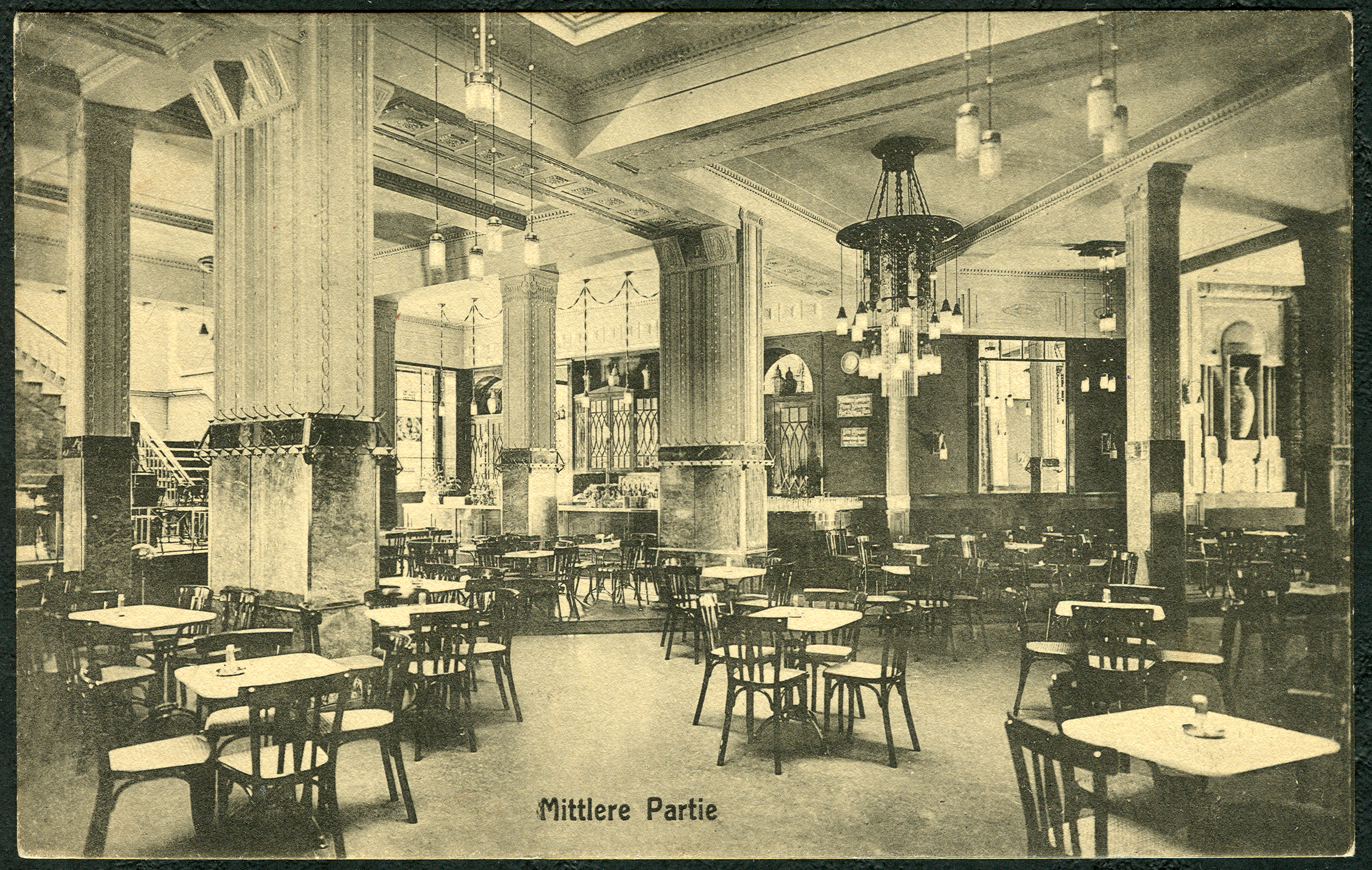
Innenaufnahme des in einer Melange aus Jugendstil und Art déco eingerichteten Cafés Continental; links der Treppenaufgang zum gleichnamigen Hotel; Ansichtskarte aus dem Verlag des Architekturfotografen Edmund Lill, um 1910

Das Café Continental in Hannover war ein im Hotel Continental ab dem 19. Jahrhundert vornehm eingerichtetes Konzert-Café mit einem anspruchsvollen Musikprogramm. Es galt vor allem bis zum Zweiten Weltkrieg „[...] als prominenter Auftrittsort für swingambitionierte Orchester“.

## Geschichte

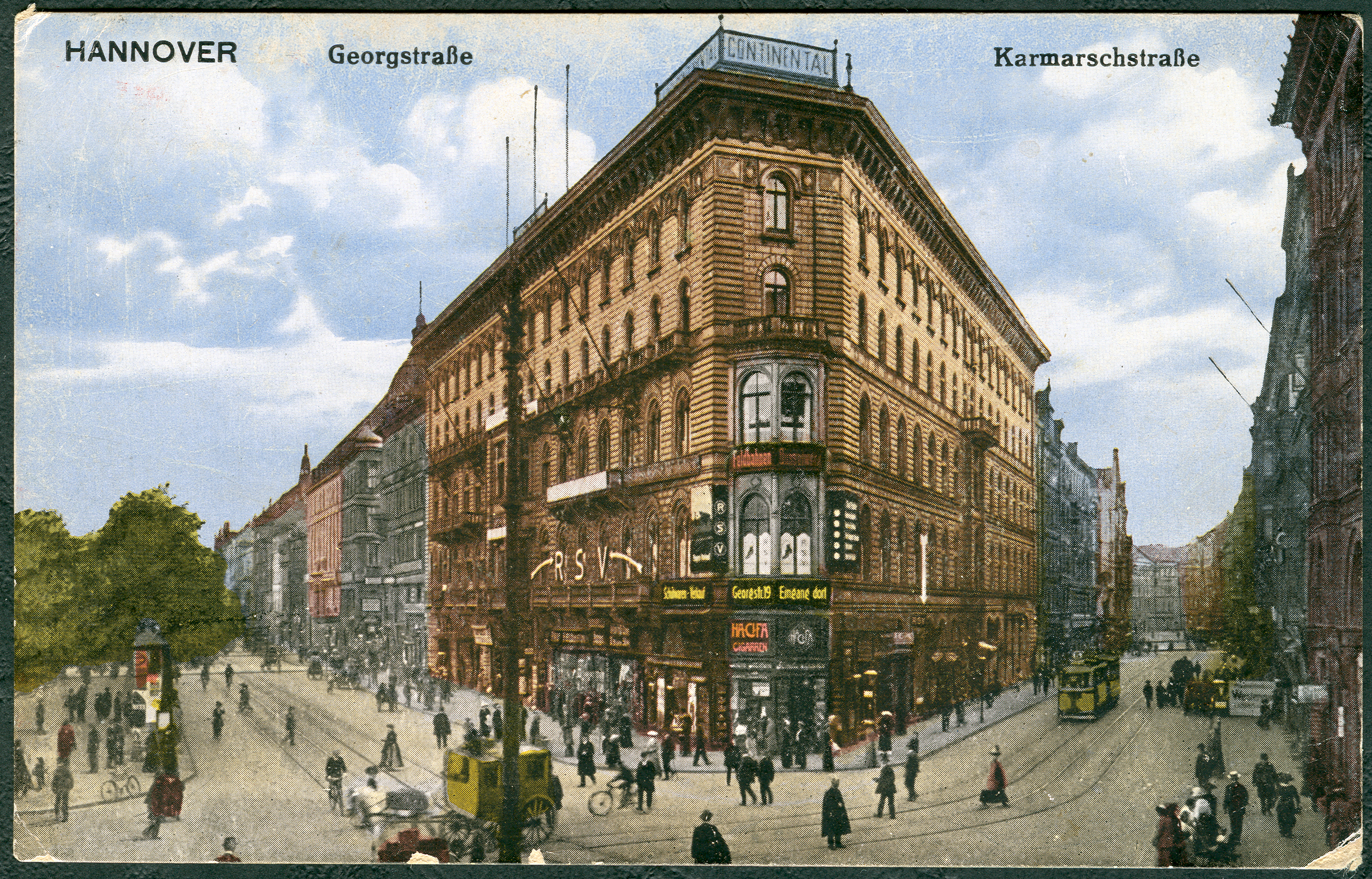
Im Erdgeschoss des Hotel Continental wurden die Tanzveranstaltungen und modernen Konzerte dargeboten;
kolorierte Ansichtskarte Nummer 145 eines unbekannten Fotografen, um 1900

Das Gebäude der in den 1830er Jahren errichteten ehemaligen Königlich Hannoverschen Höheren Gewerbeschule wurde nach der Anlegung der Karmarschstraße umfassend umgebaut. 1881 wurde es nach Plänen der Architekten Gustav Heine und Ferdinand Wallbrecht um zwei Geschosse aufgestockt und zu einem elegant eingerichteten Hotel mit einem glasgedeckten Vestibül umgebaut.

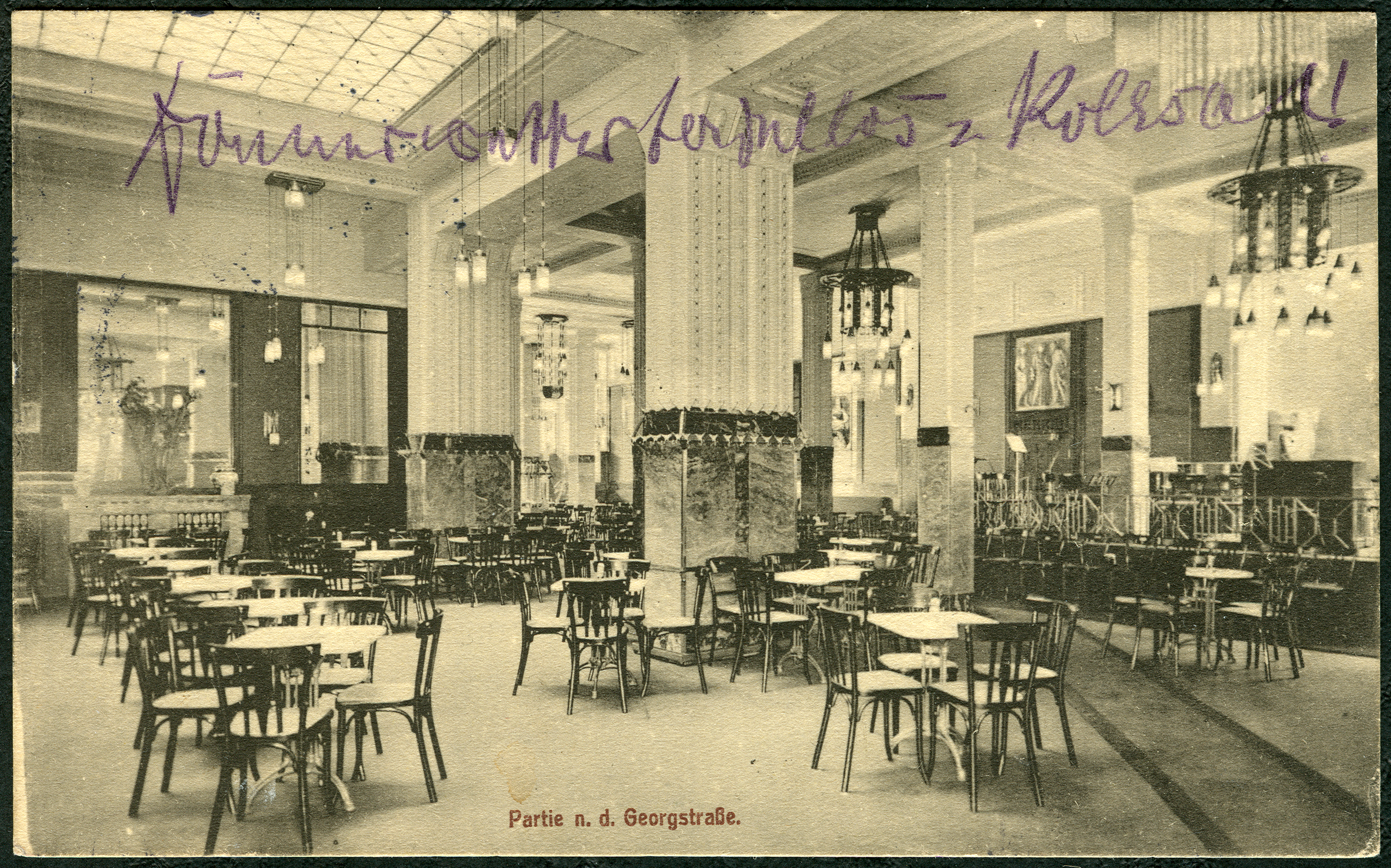
„Partie n. d. Georgstraße“; links oben die Glasdecke des Vestibüls, rechts die erhöhte Konzertbühne mit Geländer, Klavier und Notenständern

Im Erdgeschoss des Hotels Continental eröffnete dann das gleichnamige Café, das – ausweislich einer von mehreren Ansichtskarten – Emil Pfefferle gehörte, der um 1910 den Architekturfotografen Edmund Lill mit Innenaufnahmen beauftragte.
Am 2. Januar 1924 schrieb das Café Continental mit der dort eingerichteten „Radio-Versuchsstation“ Rundfunkgeschichte: Mittels Detektorempfängern und Kopfhörern konnten Gäste – bei Kaffee und Kuchen – erstmals Radioübertragungen hören. Zunächst waren lediglich britische Konzert-Sendungen zu hören. Erst zwei Wochen später, am 16. Januar 1924, wurde die Nordische Rundfunk AG (NORAG) gegründet, im Dezember desselben Jahres gingen die anfänglich noch als NORAG-Nebensender Hannover betriebenen Sendeeinrichtungen in Betrieb.

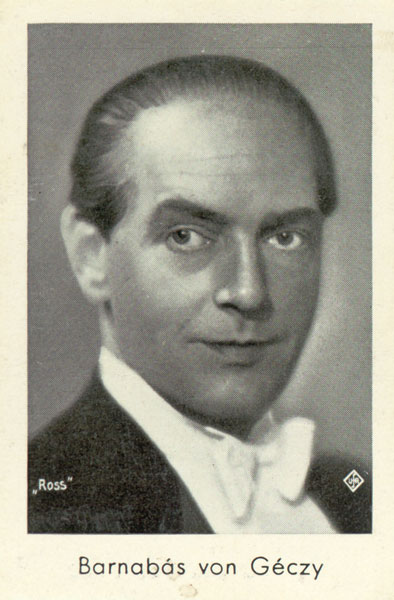
Orchesterleiter Barnabás von Géczy (1932)

Ab der Mitte der 1920er Jahre entwickelte sich das Café Continental mit seinem anspruchsvollen Musikprogramm – neben dem Georgspalast und der Roten Mühle – zu einer der wichtigsten Stätten für Gastspiele vor allem namhafter Tanz- und Unterhaltungskapellen. Zahlreiche Schrittmacher der seinerzeit modernen Tanzmusik wurden hier vielfach begeistert gefeiert, darunter beispielsweise Bernard Etté: Den Auftritt mit seinen Jazz-Symphonians übertrug der NORAG-Nebensender Hannover 1926 live aus dem Café Continental.
Nach der Machtergreifung durch die Nationalsozialisten im Jahr 1933 änderte sich das Musikprogramm des Cafés im Zuge des „light entertainment“, der „leichten Unterhaltung“: Nun wurden überwiegend mit Streichern und Holzbläsern besetzte Konzert- und Tanzmusik vorgetragen, anfangs etwa mit Barnabás von Géczy, dann auch durch Will Glahé mit seinem einer Big Band ähnlichen Orchester.
Ab 1936 – dem Jahr der Olympischen Spiele in Berlin und der Winterspiele in Garmisch-Partenkirchen – wurden unter dem Dach des Hotels auch zusätzliche Angebote in der exquisiten „Königin-Bar“ des Continentals dargeboten: In der großen Tanzbar gastierte unter anderem der aus London angereiste Saxophonist Billy Bartholomew mit „Hot Dance“ und Swing.

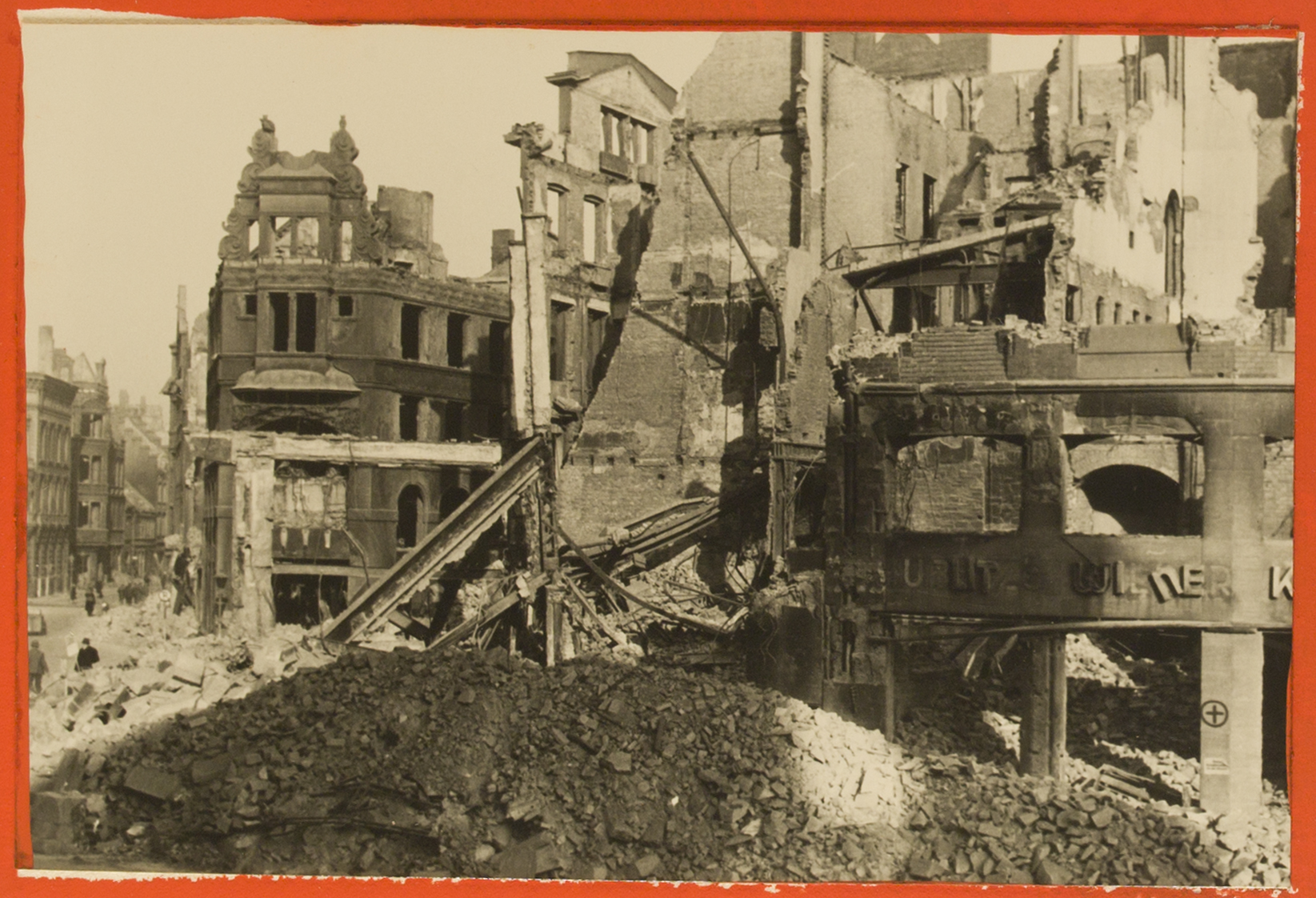
1945: Ein Ergebnis der Luftangriffe auf Hannover, hier der Blick von der Bahnhofstraße nahe der Kröpcke-Uhr zum Gebäude an der Ecke Georgstraße / Andreaestraße, mit Überlebenden zwischen Schuttbergen. Die Kreuzmarkierung am rechten Bildrand steht für die Nachricht „Auf Leichen durchsucht“; Dokumentarfotografie von Edmund Lill

Im letzten Vorkriegsjahr 1938 wurde den Gästen des Café Continental unter anderem das „Sensationsgastspiel“ des Berliner Spitzen-Tanzorchesters von Oscar Joost dargeboten. Doch das als „traditionell gediegenes Café“ bezeichnete Konzerthaus verlor nach und nach – auch bedingt durch den Zweiten Weltkrieg – an Bedeutung. Während der Luftangriffe auf Hannover wurde das gesamte Hotel und mit ihm das Café Continental durch Fliegerbomben zerstört.